# Яхшибаев, Сабит Габдельбасырович
Сабит Габдельбасырович Яхшибаев (тат. Сабит Габделбасир улы Яхшыбаев; 1890, дер. Суяргулово Верхне-Уральского уезда Оренбургской губернии Российской империи — 16 июня  1930, Уфа) — татарский и башкирский советский театральный художник.
Первый профессиональный театральный художник Башкирии.

## Биография
В молодости работал на Авзяно-Петровском заводе.
С 1912 года учился в Казанской художественной школе, в 1912—1920 годах работал в первой татарской профессиональной театральной труппе «Сайяр» (Странствующий). С его приходом в труппу художественное оформление спектаклей стало соответствовать режиссёрскому замыслу.
В годы гражданской войны трудился в армейских труппах, в том числе, в первой башкирской труппе в Стерлитамаке.
В 1920—1930 годы — художник-декоратор Башкирского театра драмы в Уфе (ныне Башкирский театр драмы имени Мажита Гафури).
Оформил спектакли: «Банкрот» Г. Камала, «Тайны нашего города» его же (оба в 1912), «Неравные» Амирхана (1915) и др.
Автор картин :
- «Портрет Галиаскара Камала» (1914)
- «Крестьянка-татарка» (1920-е)
- «Татарин» (1920-е)
- «Изба» (1920-е) и др.